# Sedum sediforme
Petrosedum sediforme syn. Sedum sediforme — квіткова рослина родини Товстолистих. Як і всі види цього роду, дуже добре пристосована до посухи завдяки здатності зберігати воду в своїх листках.

## Опис
Деревна при основі багаторічна гола рослина, яка досягає висоти зростання від 15 до 60 см. Має довгасті м'ясисті сизо-синьо-зелені листки розміром (6) 10–15 (25) х 2–5 (8) мм. Суцвіття виникають на кінці стебла довжиною до 50 см з гермафродитними жовтими квітами, з 5–8 пелюстками солом'яного кольору довжиною 3.5–9.5 мм. Цвітіння відбувається в період з травня по серпень. Фолікули 4-6 мм, численне насіння.

## Поширення та екологія
Північна Африка: Алжир; Лівія; Марокко; Туніс. Західна Азія: Кіпр; Ліван; Туреччина. Південна Європа: Албанія; Хорватія; Греція; Італія; Франція; Португалія; Гібралтар; Іспанія. Також культивується. Пріоритетними місцями зростання є гариги та кам'янисті коридори.

## Галерея

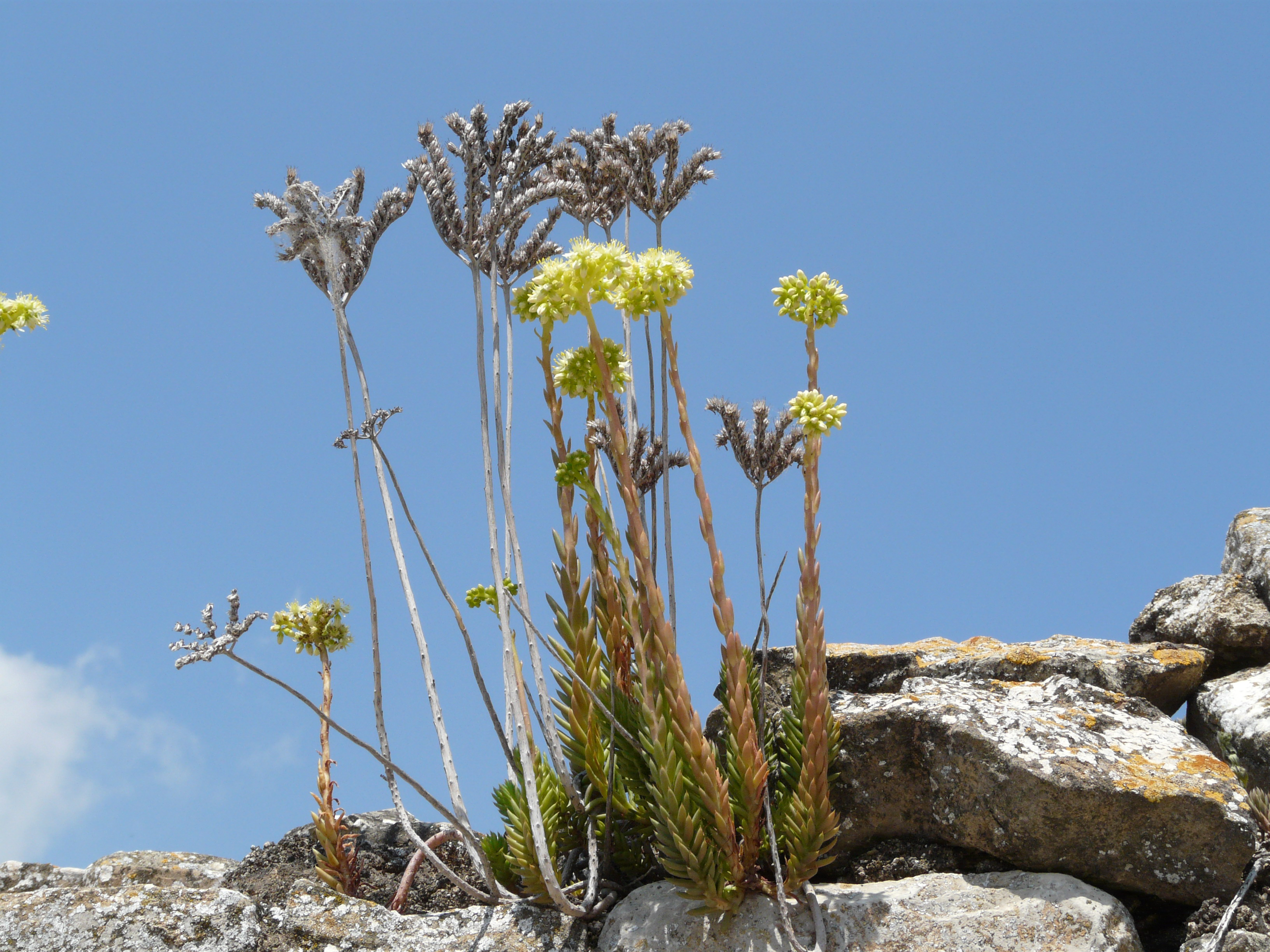
Рослина
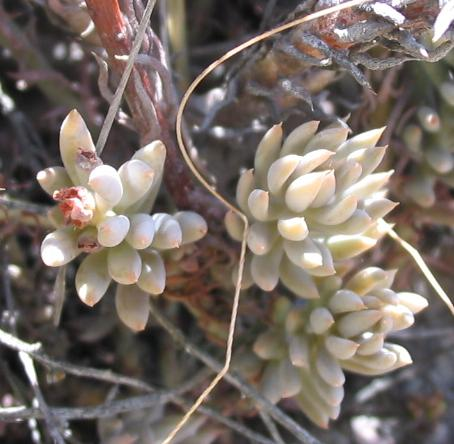
Листя
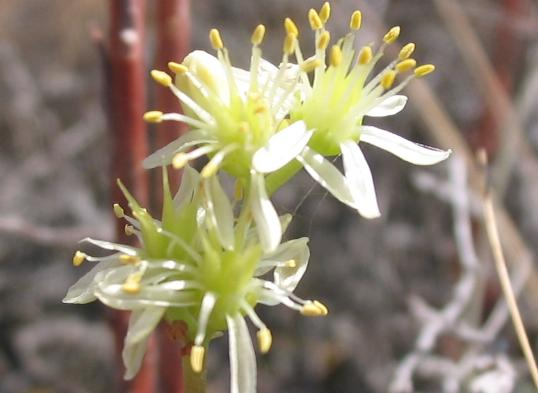
Квіти
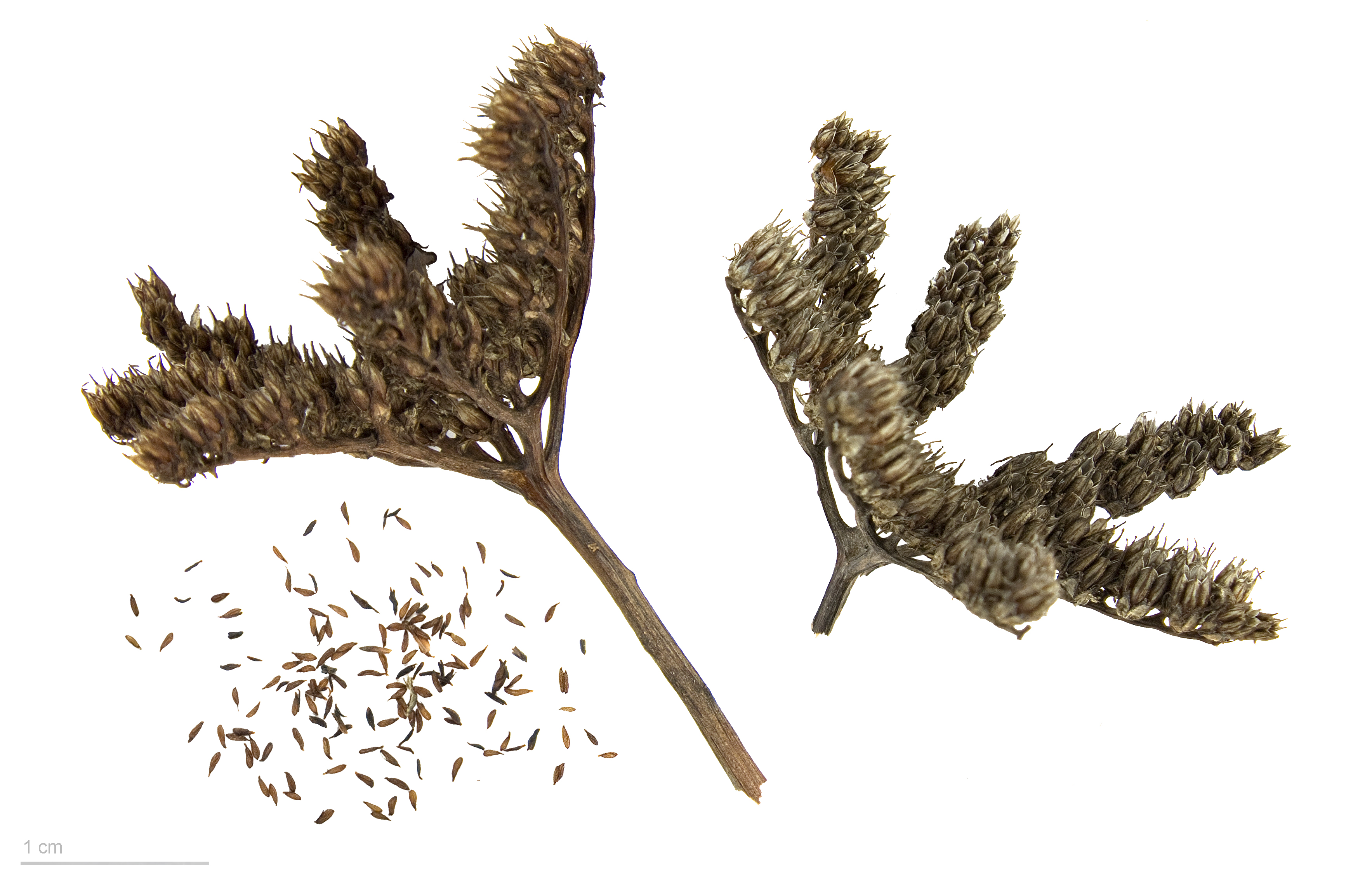
Плоди і насіння

| Гібіскус | Це незавершена стаття про квіткові рослини. Ви можете допомогти проєкту, виправивши або дописавши її. |